# الحكم بن عمرو الغفاري
الحكم بن عمرو الغفاري الكناني صحابي جليل، وقائد عسكري كبير من كبار قادة الفتوحات الإسلامية في بداية الدولة الاموية وكانت جميع فتوحاته في المشرق الإسلامي في بلاد خراسان وبلاد ما وراء النهر، صحب النبي ﷺ حتى مات ثم نزل البصرة وولاه معاوية خراسان فمات بها.

## نسبه
الحكم بن عمرو بن مجدع بن حذيم بن الحارث بن نعيلة بن مليل بن ضمرة بن بكر بن عبد مناة بن كنانة أبو عمرو الغفاري أخو رافع، ويقال له: الحكم بن الأقرع من قبيلة بني كنانة من بني غفار.

## روايته الحديث عن النبيﷺ
روى عن النبي ﷺ وحديثه في البخاري والأربعة، وروى عنه أبو الشعثاء وأبو حاجب وعبد الله بن الصامت والحسن وابن سيرين وغيرهم.

## فتوحات الحكم بن عمرو الغفاري

### طخارستان
وفي سنة سبعن وأربعين خرج الحكم بن عمر الغفاري غازيًا بلاد طخارستان قال ياقوت الحموي: 
| الحكم بن عمرو الغفاري | هي ولاية واسعة كبيرة تشتمل على عدة بلاد، وهى من نواحي خراسان، وهي طخارستان العليا والسفلى، فالعليا شرقي بلخ وغربي نهر جيحون، وبينها وبين بلخ ثمانية وعشرون فرسخًا، وأما السفلى فهي أيضًا غربي جيحون إلا أنها أبعد من بلخ وأضرب في الشرق من العليا | الحكم بن عمرو الغفاري |

 ، واستطاع الحكم أن يهزم اهلها وأن يفتح جميع أقاليم هذه البلاد وإضافة أنه غنم من أهل هذه البلاد غنائم عظيمة.

### فتح جبال الغور
قال الأصطخري: 
| الحكم بن عمرو الغفاري | وهى جبال عامرة ذات عيون وبساتين وأنهار، وهى خصيبة منيعة، وفى أوائلهم مما يلى المشرق قوم يظهرون الإسلام وليسوا بالمسلمين، ويحتف بالغور عمل هراه إلى فره، ومن فره إلى بلدى داور، ومن بلدى داور إلى رباط كروان من عملابن فريغون، ومن رباط كروان إلى غرج الشار ومنها إلى هراه، فهذا الذي يطوف بالغور كلها مسلمون، وإنما ذكرناها لأنها في وسط الإسلام | الحكم بن عمرو الغفاري |

 
ثم إن أهل جبال الغور ارتدوا عن الإسلام، فلم بلغ ذلك الحكم خرج غازيًا بجيش قويًا استطاع أن يُلحِق بأهلها هزيمة منكرة واستطاع أن يستعيد فتحها وأن يعيد أهل هذه البلاد إلى الإسلام من جديد وكسب المسلمون من هذا الفتح العظيم غنائم عظيمة ووفيرة جدا كما ذكر المورخين، فقال الطبري
| الحكم بن عمرو الغفاري | وَقَالَ بعض أهل السير: وفي هَذِهِ السنةسنة سبع وأربعين وجه زياد الحكم بن عَمْرو الْغِفَارِيّ إِلَى خُرَاسَان أميرًا، فغزا جبال الغور وفراونده، فقهرهم بالسيف عنوة ففتحها، وأصاب فِيهَا مغانم كثيرة وسبايا | الحكم بن عمرو الغفاري |

### فتح حبل الأشل
خرج غازيًا بأمرًا من زياد بن أبيه والي العراق، وكانت وجهته إلى جبل الأشل، وحدثت معركة عظيمة انتهت بانتصار المسلمين وهزيمة الترك وكانت الغنائم عظيمة وكثيرة جدا، وكان مع الحكم بن عمر الغفاري القائد الشهير المهلب بن أبي صفرة الأزدي، وغزا معه بعض جبال الترك فغنموا وأخذ الترك عليهم الشعاب والطرق، فعيي الحكم بالأمر فولى المهلب الحرب، فلم يزل يحتال حتى أسر عظيمًا من عظماء الترك، فقال له: إما أن تخرجنا من هذا الضيق أو لأقتلنك. فقال له: أوقد النار حيال طريق من هذه الطرق وسير الأثقال نحوه فإنهم سيجتمعون فيه ويخلون ما سواه من الطرق فبادرهم إلى طريق آخر فما يدركونكم حتى تخرجوا منه ففعل ذلك فسلم الناس بما معهم من الغنائم

### فتح الصغانيان
قال ياقوت الحموي:
| الحكم بن عمرو الغفاري | ولاية عظيمة ما وراء النهر متصلة الأعمال بترمذ، قال أبو عبد الله محمد بن أحمد البنّاء البشّاري: صغانيان ناحية شديدة العمارة كثيرة الخيرات، والقصبة أيضًا على هذا الاسم تكون مثل الرملة إلّا أن تلك أطيب والناحية مثل فلسطين إلّا أن تلك أرحب، مشاربهم من أنهار تمد إلى جيحون | الحكم بن عمرو الغفاري |

ثم إن الحكم بن عمرو الغفاري أول من قطع النهر من قادة المسلمين كما ذكر ذلك الطبري وغيره من المورخين، فقال ابن كثير
| الحكم بن عمرو الغفاري | غزا الربيع ما وراء النهر فغنم وسلم، وكان قد قطع ما وراء النهر قبله الحكم بن عمرو، وكان أول من شرب من النهر غلام للحكم، فسقى سيده وتوضأ الحكم وصلى وراء النهر ركعتين ثم رجع | الحكم بن عمرو الغفاري |

وقد استطاع الحكم فتح الصغانيان وضمها إلى بلاد الإسلام عندما قطع النهر وبذلك يصبح الحكم من أول الفاتحين في بلاد ما وراء النهر، وجاء عن فتح الصغانيان قال البلاذري ((وحدثني أَبُو عَبْد الرَّحْمَنِ الجعفي، قَالَ: سمعت عَبْد اللَّهِ بْن المبارك، يقول لرجل من أهل الصغانيان: كان يطلب معنا الحديث أتدري من فتح بلادك، قَالَ: لا قَالَ: فتحها الحكم بْن عَمْرو الغفاري))

## محنة ووفاة الحكم بن عمرو الغفاري
حين غنم من فتوحاته غنائم كثيرة قسمها بين جند المسلمين المجاهدين فكتب إلى معاوية: إني غنمت غنائم كثيرة، فما ترى؟ فكتب إليه معاوية: أن انظر كل صفراء وبيضاء (أي الذهب والفضة) فأصفها لأمير المؤمنين، واقسم ما سوى ذلك في الجند، فجمع أصحابه، فَقَالَ: ما ترون؟ فَقَالُوا: لا نرى لمعاوية قبلنا حقًا، فكتب إلى معاوية: إني وجدت كتاب الله أحق أن يتبع من كتابك، وإني قسمت ما غنمت في الجند، فبعث إليه معاوية عاملًا فحبسه وقيده، ومات في قيوده، فأمر الحكم أن يدفن في قيوده حتى يخاصم معاوية يوم القيامة فيما قيده.
| سبقه طفيل بن عمرو اليشكري | ولاة خراسان | تبعه الربيع بن زياد الحارثي |